# Strobolights
「Strobolights」（ストロボライツ）は、2001年5月23日に発売されたSUPERCARの10枚目のシングル。

## 解説
- 前作より約7ヶ月ぶりのリリース。
- 本作は前作までのロックサウンドから一転、テクノサウンドを前面に押し出した3曲を収録。
- 収録曲全曲のボーカルをフルカワミキが担当した。これは4枚目のシングル「DRIVE」以来。
- 本作は曲間がシームレスに繋がっている。
- ｢strobolights」及び「Free Your Soul」は映画『ピンポン』の挿入歌として使用された。

## 収録曲
1. Strobolights (3:25)
(作詞：石渡淳治　作曲：中村弘二　編曲：SUPERCAR)
映画『ピンポン』挿入歌 (2002年)
NEC「VALUESTAR T」/「LaVie C」CMソング (2001年/2002年)
キリンMCダノンウォーターズ「ボルヴィック フルーツキス レモン」CMソング (2007年)
au「INFOBAR A01」CMソング (2011年)
2. Rainbow Rain (4:28)
(作詞：石渡淳治　作曲：古川美季　編曲：SUPERCAR)
古川による楽曲が収録されたのはこれが唯一。
3. Free Your Soul (4:17)
(作詞：石渡淳治　作曲：中村弘二　編曲：SUPERCAR)
映画『ピンポン』挿入歌 (2002年)

## 収録作品・カバー
| 発売日         | タイトル                                                                    | 規格品番            |
| -------------- | --------------------------------------------------------------------------- | ------------------- |
| 2001年11月21日 | シングル『YUMEGIWA LAST BOY』(#1,Remix)                                     | KSCL-419            |
| 2002年02月06日 | シングル『AOHARU YOUTH』(#1,Remixed By DUB SQUAD)                           | KSCL-435            |
| 2002年04月24日 | オリジナルアルバム『HIGHVISION』(#1)                                        | KSCL-450            |
| 2002年06月05日 | サウンドトラック『「ピンポン」オリジナル・サウンドトラック』(#1,3)          | KSCL-454            |
| 2002年11月20日 | VHS/DVD『P.V.D 2』(#1)                                                      | KSVL-5062 KSBL-5742 |
| 2005年03月24日 | ベストアルバム『A』(#1)                                                     | KSCL-765            |
| 2005年03月24日 | ベストアルバム『B』(#2,3)                                                   | KSCL-766            |
| 2007年04月04日 | DVD『P.V.D COMPLETE 10th Anniversary Edition』(#1)                          | KSBL-5844           |
| 2007年09月08日 | Nite Club『ニュー・ナイト』(#1)                                             | 861002              |
| 2009年03月25日 | noelle『LOVE ELECTRO 2』(#1)                                                | SECL-732            |
| 2011年06月15日 | コンセプトアルバム『RE : SUPERCAR 2 -redesigned by nakamura koji-』(#1,2,3) | KSCL-1790 KSCL-1792 |
| 2011年12月14日 | DJ保坂壮彦『ALL IS LOVE IS ALL』(#1)                                        | VICB-60082          |
| 2013年02月27日 | Moonbug『REMIX ASSAULT』(#1,MOONBUG Remix)                                  | MHCL-2105           |
| 2021年7月19日  | yui（トヨタ自動車「アクア」のCM内でカバー）                                 | リリース未定        |